# Aseburg
Die Aseburg ist eine hochmittelalterliche Wallburg 3,5 km östlich der Gemeinde Herzlake im niedersächsischen Landkreis Emsland.
Die Aseburg gehörte mit großer Wahrscheinlichkeit dem Edlen Wal, der 1074 seine Güter unter anderem in Aselage dem Bistum Osnabrück verkaufte und sie als Lehen auf Lebenszeit wieder zurückbekam. Da er keine männlichen Nachkommen besaß, wurde die Burg Eigentum des Osnabrücker Bischofs. Diese Rechtsstellung ist für das Jahr 1240 erstmals bezeugt. Der nahegelegene „Schultenhof Busche“ dürfte aus dem Wirtschaftshof der Burg hervorgegangen sein.
Die Aseburg liegt am Ende eines weit in die Niederung reichenden Sandsporns. Sie besteht aus einer trapezförmigen Hauptburg von 80 m Länge und 65 m Breite, der im Nordwesten eine Vorburg mit identischer Breite und 50 m Länge vorgelagert war. Die Hauptburg ist von einem 16 m breiten und bis ca. 3 m hohen Wall mit umlaufendem Sohlgraben umgeben. Die Befestigung scheint im Norden stärker ausgeprägt gewesen zu sein, da im Süden und Osten ausgedehnte Moorflächen einen zusätzlichen Schutz boten. Der Archäologe Carl Schuchhardt konnte bei seiner Ausgrabung 1891 für den 15 m breiten Graben zwischen Haupt- und Vorburg feststellen, dass die Sohle in 2,35 m Tiefe 10 m breit war. Die Wallfront besaß vermutlich eine Holzversteifung. Der Hauptburgwall erscheint an den Ecken breiter und um 0,50–0,70 m höher und hat wahrscheinlich Ecktürme aus Holz getragen. Spuren der Innenbebauung fanden sich mit Ausnahme der Nordwestseite am Wallfuß. Im Norden wurde ein 8 m langes und 4–5 m breites Schwellbalkengebäude mit Fundamenten aus Findlingen freigelegt. Die bei den Ausgrabungen gefundene Keramik datiert in das 9. bis 11./12. Jahrhundert.